# Buggenhout
Buggenhout là một đô thị ở tỉnh Oost-Vlaanderen. Đô thị này bao gồm các thị xã Buggenhout, Briel, Opdorp, và Opstal. Tại thời điểm ngày 1 tháng 1 năm 2011 Buggenhout có tổng dân số 14.167 người. Tổng diện tích là 25,25 ki-lô-mét vuôngs, với mật độ dân số là 561 người trên mỗi ki-lô-mét vuông. 